# Josef Jindřišek
Josef Jindřišek (* 14. února 1981 v Plavech) je český fotbalový záložník či obránce, od ledna 2009 působící v Bohemians Praha 1905.

## Klubová kariéra
Svoji fotbalovou kariéru začal v Sokolu Plavy, odkud ještě jako dorostenec zamířil nejprve v roce 1989 do Sokolu Držkov a následně se po dvou letech vrátil do Plavů. V roce 1995 přestoupil do Jablonce, kde se o 8 let později propracoval do prvního mužstva. V zimním přestupovém období sezony 2006-2007 podepsal smlouvu se Sigmou Olomouc. Na podzim 2008 hostoval ve Fulneku a na jaře 2009 byl na hostování v Bohemians Praha, kam před sezonou 2009-2010 přestoupil. V létě 2013 se stal kapitánem mužstva.
Dne 5. února 2022 při venkovním zápase na hřišti Teplic odehrál 294. prvoligový zápas za Bohemians, čímž vyrovnal letitý rekord Zdeňka Prokeše.
Dne 30. dubna 2023 vstřelil ve 30. kole Fortuna ligy branku z penalty v zápase proti FK Jablonec a stal se tak vůbec nejstarším střelcem 1. ligy (od jejího založení v roce 1925) ve věku 42 let, 2 měsíce a 16 dní a překonal tak předchozího rekordmana Tomáše Hübschmana.
Do léta 2023/24 nastoupil v 19 prvoligových sezonách, ve kterých odehrál 442 zápasů, což ho řadí na 3. místo mezi všemi hráči. K 1. červenci 2024 odehrál 561 soutěžních zápasů, ve kterých strávil na hřišti 43422 minut, mnoho z nich jakožto kapitán zelenobílých.